# Zeherje
Zeherje (szlovákul: Zacharovce) község Szlovákiában, a Besztercebányai kerületben, a Rimaszombati járásban.

## Fekvése
Rimaszombattól 4 km-re, északkeletre fekszik. Egy 2 km hosszú bekötőút köti össze az 50-es főúttal és egyben Rimaszombat külterületével.
Nyugatról, délről és délkeletről Rimaszombattal, keletről Vámosbalog (külterülete), északkeletről pedig Perjése községekkel határos.

## Története
1320-ban "Zeharie" alakban említik először. 1413-ban "Zeherye" néven említik. A 15. században a Derencsényi család birtoka, a 17. századtól osgyáni nemeseké. 1828-ban 35 házában 262 lakos élt. Lakói mezőgazdasággal, szőlőtermesztéssel foglalkoztak.
Vályi András szerint: "ZEHERJE. Zahorovcze. Magyar falu Kis Hont Várm. földes Urai B. Lusinszky, és több Urak, lakosai reformátusok, fekszik Rima Szombatnak szomszédságában, és annak filiája, hegyes helyen, a’ hol régenten Bakos Familiának kastéllya vala, határos Perjessel, és A. Pokoraggal is; határja 3 nyomásbéli, búzát, zabot, és rozsot bőven terem, réttye kevés, erdeje kitsiny, szőleje gyenge bort terem, mindenféle gyümöltsökkel bővelkedik, piatza Rima-Szombatban; lakosai fuharozással is keresnek pénzt; nagy szárazságban ki száradván kúttyai, sokszor vizek nints."
Fényes Elek szerint: "Zeherje, Gömör-Kis-Honth v. magyar f. ut. p. Rimaszombathoz keletre egy órányira: 26 kath., 228 ref. lak. Ref. anya sz. egyház. Szőlőhegye, s termékeny szántófölde. Az osgyáni uradalomhoz tartozik."
Gömör-Kishont vármegye monográfiája szerint: "Zeherje, Rimaszombat közelében fekvő magyar kisközség, 88 házzal és 371 ev. ref. vallású lakossal. E község 1233–37 közt már a pápai tizedszedők jegyzékébe is fel van véve. 1413-ban, a mikor a Derencsényiek a földesurai, Zerhew néven említik. Későbbi birtokosai az osgyáni Bakosok, a Korponayak, a br. Luzsénszky, a Szakall, Polgáry, Rakovszky és Csemniczky családok. Református temploma a reformáczió korában már fennállott, de azóta több izben megújították. A község postája, távírója és vasúti állomása Rimaszombat."
A trianoni békeszerződésig Gömör-Kishont vármegye Rimaszombati járásához tartozott. 1938 és 1944 között újra Magyarország része.
1976-ben Rimaszombathoz csatolták, 1990-ben azonban újra önállósult.

## Népessége
| Év:            | 1994. | 2004.   | 2014.   | 2024.   |
| -------------- | ----- | ------- | ------- | ------- |
| Emberek száma: | 371   | 403     | 401     | 382     |
| Eltérés:       |       | +8,62 % | -0,49 % | -4,73 % |

| Év:            | 2023. | 2024.   |
| -------------- | ----- | ------- |
| Emberek száma: | 386   | 382     |
| Eltérés:       |       | -1,03 % |

1910-ben 363-an, túlnyomórészt magyarok lakták.
2001-ben 413 lakosából 267 szlovák, 81 magyar és 60 cigány.
2011-ben 420 lakosából 276 szlovák, 133 magyar és 7 cigány.

## Nevezetességei

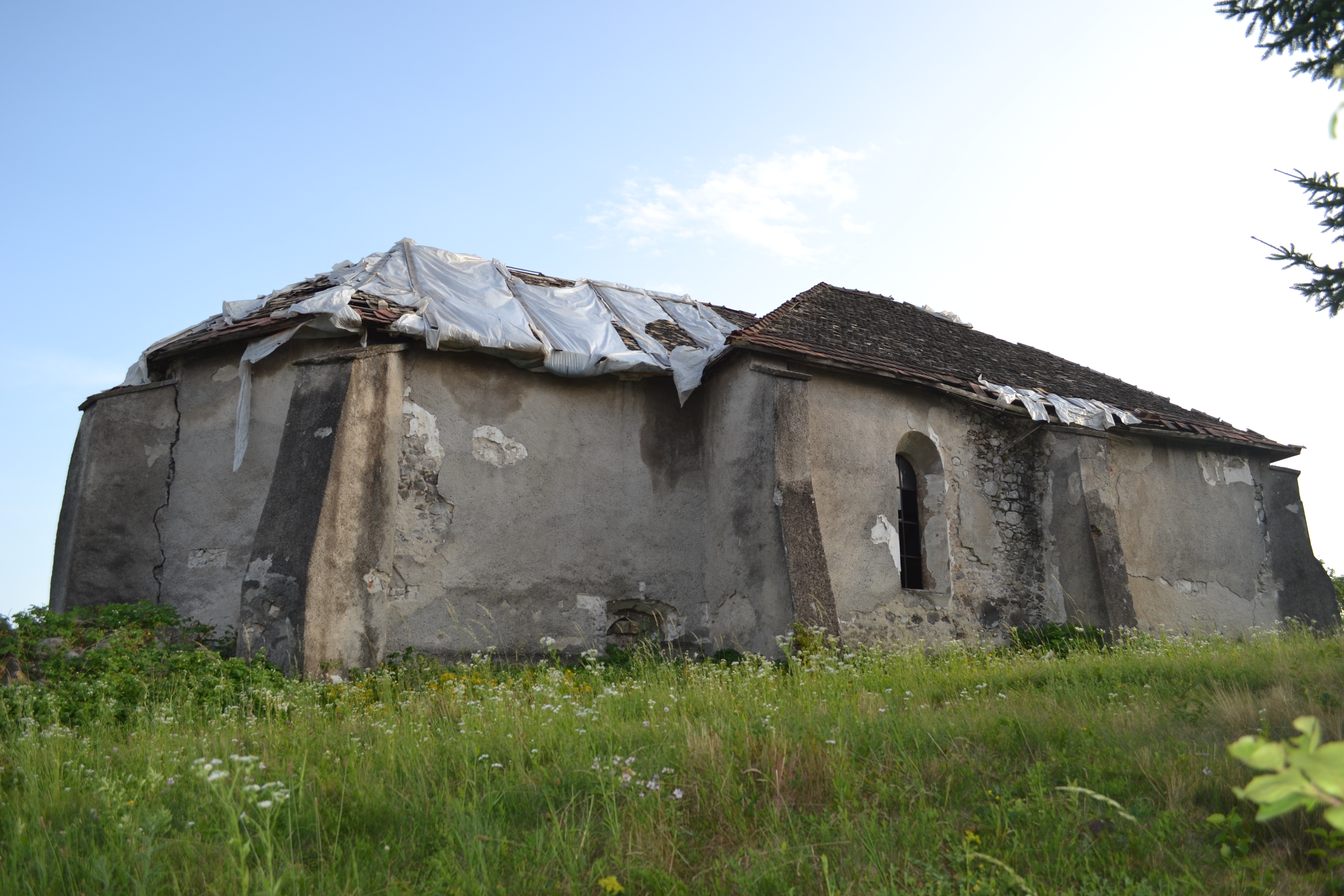
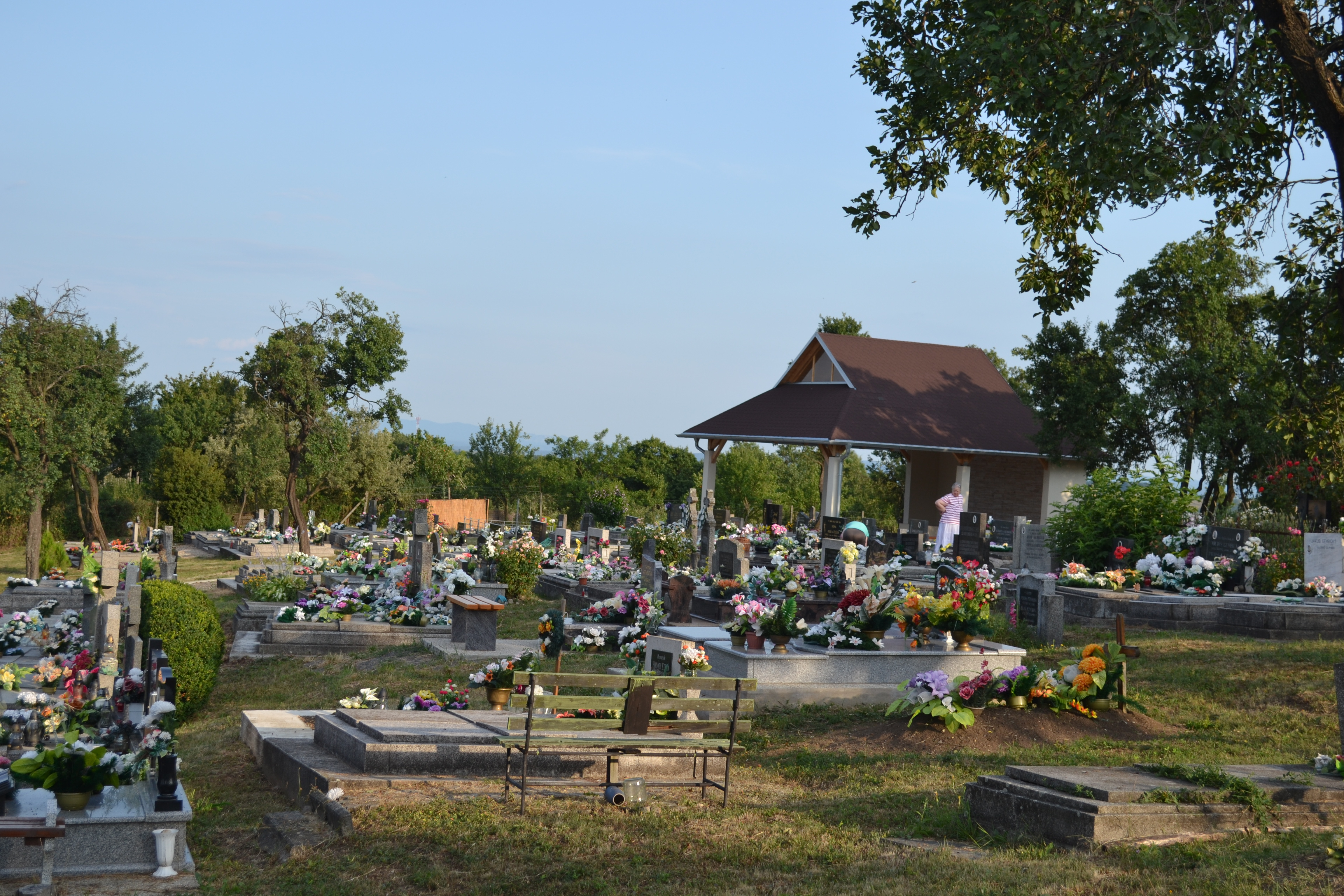
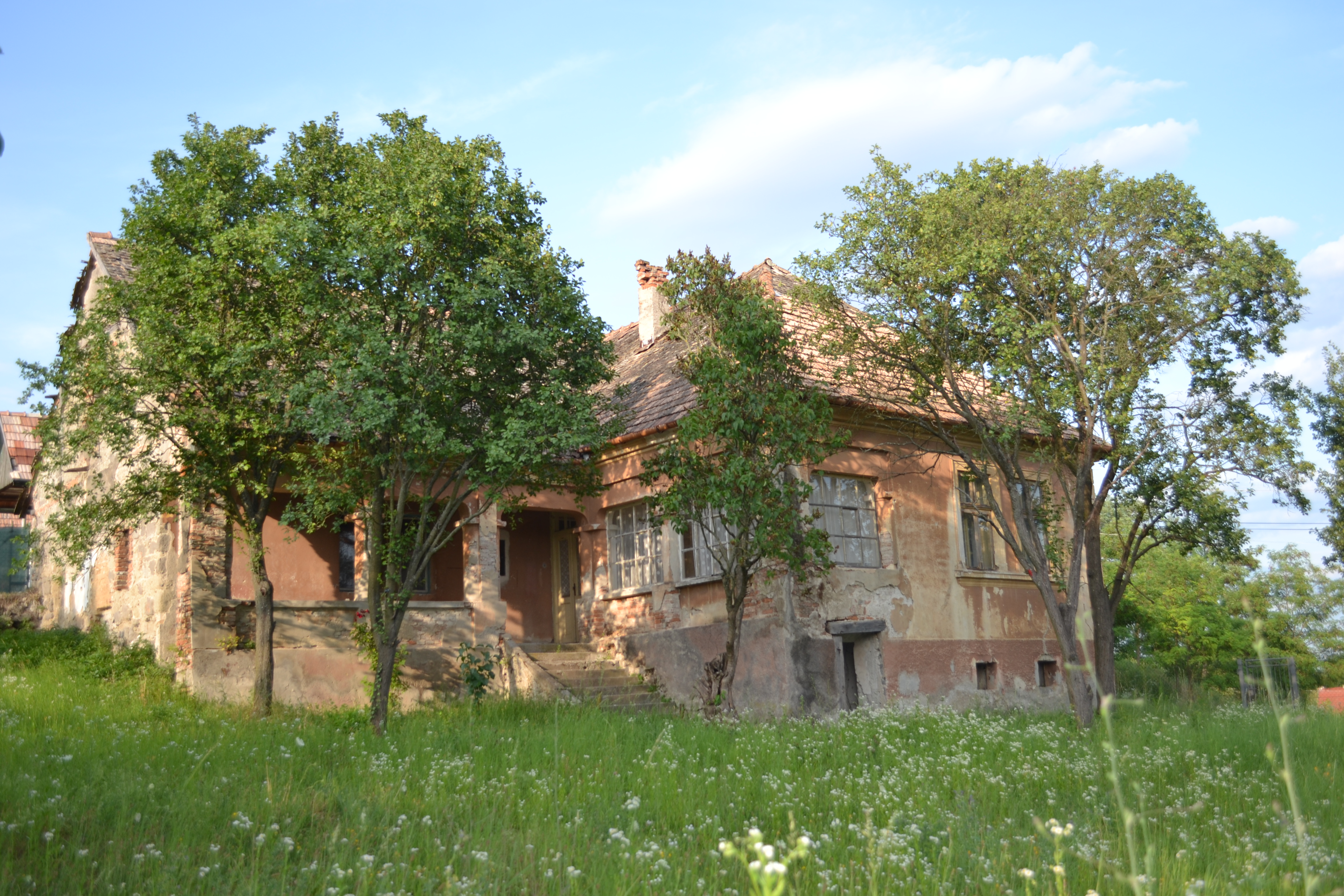
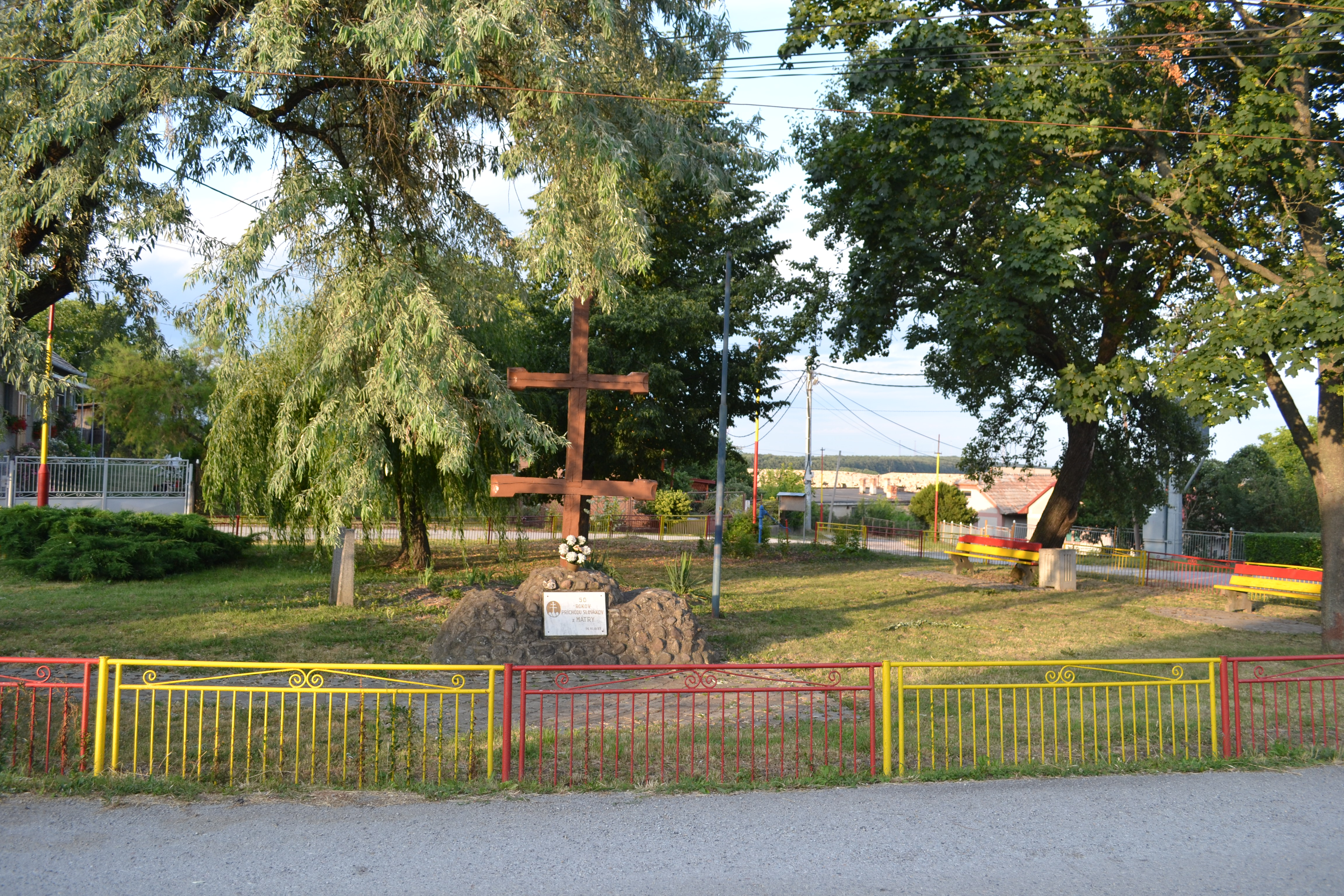

- Református temploma a 15. században épült gótikus stílusban, a 19. században átépítették.

## Külső hivatkozások
- E-obce.sk Archiválva 2009. szeptember 8-i dátummal a Wayback Machine-ben
- Községinfó
- Zeherje Szlovákia térképén
- A község a régió turisztikai honlapján